# 當特爾卡斯托群島

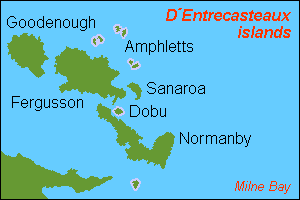
當特爾卡斯托群島

當特爾卡斯托群島（英語：D'Entrecasteaux Islands）是巴布亞新幾內亞東端的群島，位於米爾恩灣省，群島延伸160公里，土地面積約3,100平方公里，與巴布亞新幾內亞大陸相隔，包括古迪納夫島（Goodenough）、弗格森島（Fergusson）、諾曼比島（Normanby）、多布島（Dobu）等，群島有火山活動。
9°39′S 150°42′E / 9.650°S 150.700°E